# Světový den uprchlíků
Světový den uprchlíků je mezinárodní den, který každoročně 20. června pořádá Organizace spojených národů. Je určen k oslavě a uctění památky uprchlíků z celého světa. Poprvé byl tento den vyhlášen 20. června 2001 jako uznání 50. výročí Úmluvy o právním postavení uprchlíků z roku 1951.
Cílem této události je ocenit sílu uprchlíků, kteří uprchli z konfliktů a pronásledování ve své zemi v naději, že najdou útočiště a budou žít lepší život. Světový den uprchlíků se snaží budovat koncept porozumění pro jejich těžkou situaci, která ukazuje na odolnost a odvahu člověka při obnově jeho budoucnosti. Světový den uprchlíků se slaví také v rámci Světového týdne uprchlíků a jeho cílem je poskytnout žadatelům o azyl a uprchlíkům důležitou příležitost, aby je komunita, ve které žijí, viděla, vyslechla a ocenila.
Světový den uprchlíků je také téma Svatého stolce. Papež Pius X. vyhlásil Národní den imigrantů již v roce 1914, aby upozornil na italské vystěhovalce, kteří hledali štěstí v zahraničí. Původně připadal na druhou neděli po slavnosti Zjevení Páně, dnes se ale v katolické církvi slaví poslední zářijovou neděli.

## Historie

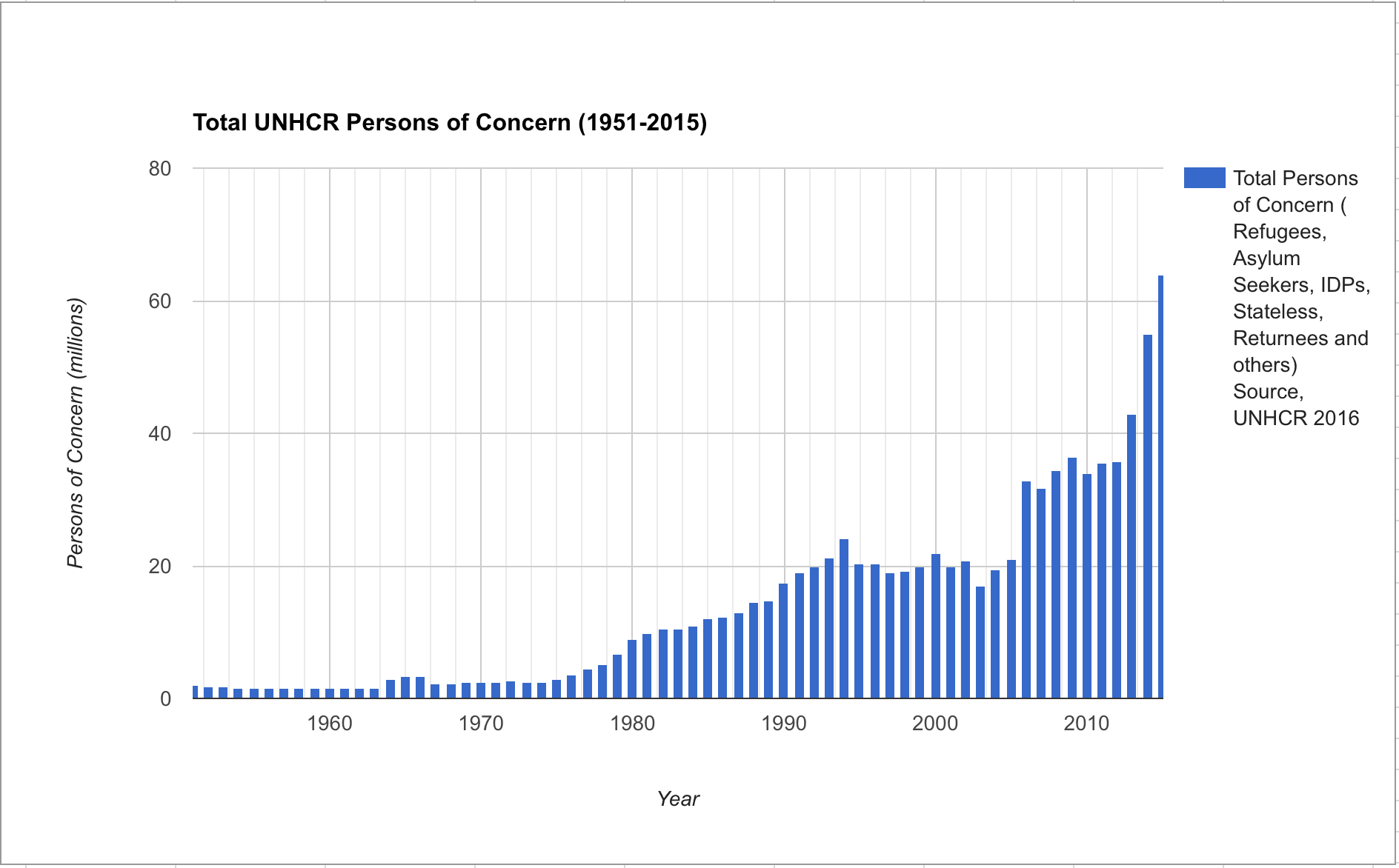
Graf OSN ukazující nárůst uprchlíků v letech 1951 až 2015

Dne 4. prosince 2000 Valné shromáždění OSN v rezoluci 55/76 uznalo, že od roku 2001 se bude 20. červen slavit jako Světový den uprchlíků. OSN vzalo v úvahu, že na rok 2001 připadá 50. výročí Úmluvy o právním postavení uprchlíků z roku 1951, která měla připomenout uprchlíky, aby uctila jejich památku, zvýšila povědomí o nich a požádala o podporu postižených po celém světě.
Den afrických uprchlíků se oficiálně slavil v několika zemích již před rokem 2000. OSN poznamenala, že Organizace africké jednoty (OAJ) se dohodla, že Mezinárodní den uprchlíků bude připadat na 20. června a zároveň na Den afrických uprchlíků.
V roce 1967 Organizace spojených národů rozšířila počet osob, které budou žádat o status uprchlíka, a to díky aktům Úmluvy z roku 1951, která definovala uprchlíka jako jednotlivce nebo osobu, která byla nucena opustit své domovy kvůli druhé světové válce. Tento protokol se stal známým jako Protokol o právním postavení uprchlíků. Tento dokument odstranil časové omezení a geografické vymezení toho, co znamená být uprchlíkem.
Vysoký komisař OSN pro uprchlíky zahájil petici #WithRefugees, která měla vládám po celém světě poslat zprávu o akci, solidaritě a odpovědnosti ve prospěch uprchlíků. Byly zavedeny projekty a zdroje, jejichž cílem je šířit informace a vzdělávat lidi o způsobu života uprchlíků. Organizace spojených národů spolupracuje s komunitou a snaží se ukončit uprchlickou krizi a najít domov pro vysídlené lidi po celém světě.

## Jednotlivé ročníky
Každý rok dne 20. června pořádá Organizace spojených národů, Úřad vysokého komisaře OSN pro uprchlíky (UNHCR) a občanské skupiny po celém světě akce ke Světovému dni uprchlíků, aby upozornily veřejnost na miliony uprchlíků a vnitřně vysídlených osob po celém světě, které byly nuceny opustit své domovy kvůli válce, konfliktům a pronásledování.
Každoročně se při této příležitosti koná řada akcí ve více než 100 zemích, do nichž se zapojují vládní představitelé, humanitární pracovníci, známé osobnosti, civilisté i samotní nuceně vysídlení.
| Ročník | Originální znění hesla                                              | Heslo v češtině                                                | Poznámky |
| ------ | ------------------------------------------------------------------- | -------------------------------------------------------------- | --- |
| 2001   | Respect                                                             | Respekt                                                        | Jednotlivci a komunitní skupiny jsou vyzýváni, aby si tento den připomněli účastí na místní akci ke Světovému dni uprchlíků, sledováním a sdílením videí ke Světovému dni uprchlíků a zvyšováním povědomí o uprchlících na sociálních sítích. |
| 2002   | Tolerance                                                           | Tolerance                                                      | Tento den je zaměřen na tři takzvaná trvalá řešení - repatriaci do vlasti; možnost žít v zemi prvního azylu; nebo přesídlení do třetí země, jeho cílem je zdůraznit toleranci, která je potřebná od jednotlivce, který musel znovu začít svůj život bez jakéhokoli smyslu pro orientaci. |
| 2003   | Refugee Youth: Building the Future                                  | Uprchlická mládež: Budování budoucnosti                        | Vzdělávání bude mít za cíl pomoci lidem, kteří byli nuceni uprchnout, vybudovat lepší budoucnost, děti by měly mít možnost učit se a být v bezpečném vzdělávacím prostředí, aby jim byla umožněna budoucnost, kterou si zaslouží. |
| 2004   | A place to call Home                                                | Místo, které nazýváme domovem                                  | To dává uprchlíkům možnost cítit se, že někam patří, že čelí nejisté budoucnosti v cizí zemi, pocit ztráty a odcizení bude zdrcující. Ztráta domova může znamenat ztrátu vlastní identity. Cílem země je, aby se tito jedinci necítili tak odcizeně |
| 2005   | Courage                                                             | Kuráž                                                          | Všichni uprchlíci mají různé příběhy o tom, jak se jim podařilo opustit svou zemi a zanechat vše za sebou, všechny spojuje neobvyklá odvaha, je to odvaha nejen přežít, ale také vytrvat a znovu vybudovat svůj zničený život. |
| 2006   | Hope                                                                | Naděje                                                         | Tento den osvětlí práva, potřeby a sny uprchlíků a pomůže mobilizovat politickou vůli a zdroje, které jsou k dispozici, aby uprchlíci mohli nejen přežít, ale také prosperovat v rostoucí komunitě, ve které se nacházejí. |
| 2007   | Perseverance                                                        | Vytrvalost                                                     | Mezinárodní společenství se snaží upozornit na těžkou situaci uprchlíků a oslavit jejich odvahu a houževnatost, s níž opouštějí svůj každodenní život, aby začali nový život někdy v zemi, kde neznají jazyk. |
| 2008   | Protection                                                          | Ochrana                                                        | Cílem národa je ocenit boj představuje humanitární nouzi, mnoho jednotlivců čelí diskriminaci a vyloučení z komunity, ve které se nacházejí, proto vytvořením tohoto dne je umožňuje lidem poznat boje uprchlíků a pochopit jejich vytrvalost v životě. |
| 2009   | Real People, Real Needs                                             | Opravdoví lidé, opravdové potřeby                              | Jednotlivci mohou projevit svou podporu účastí na aktivitách, jako je vzdělávání lidí o uprchlících a vytváření povědomí o tom, jak odlišné jsou zkušenosti lidí na celém světě. |
| 2010   | 1 refugee forced to flee is too many                                | Jediný uprchlík nucený k útěku je příliš mnoho                 | Existuje mnoho důvodů, proč člověk musí opustit svou zemi, ale když ji musí opustit tolik lidí, znamená to, že každý v hostitelské zemi jim musí projevit úctu za jejich sílu se prosadit. |
| 2012   | 1 family torn apart by war is too many                              | Jediná rodina rozvrácená válkou je příliš mnoho                | V tomto roce vyzval průmyslové země, aby nezavíraly dveře žadatelům o azyl a nesnažily se zmírnit své závazky vůči uprchlíkům. Vysoký komisař OSN pro uprchlíky tvrdil, že "v každém případě žádná zeď nebude dost vysoká na to, aby zabránila příchodu lidí". |
| 2013   | Take 1 minute to support a family forced to flee                    | Věnujte 1 minutu na podporu rodiny nucené k útěku              | Cílem ročníku je shodovat se ve třech věcech, naučit se naslouchat příběhům, které si rodiny myslely, podniknout kroky tím, že se zúčastníte akcí ke Světovému dni uprchlíků, a Šířit slovo sledováním událostí na sociálních médiích a sdílet se všemi, jak jednotlivci slaví Světový den uprchlíků. |
| 2014   | Migrants and Refugees: Towards a Better World                       | Migranti a uprchlíci: Na cestě k lepšímu světu                 | Tento ročník zdůraznil, že humanitární pracovníci sice mohou pomáhat jako paliativní prostředek, ale je zapotřebí politických řešení. Bez tohoto tlaku na změnu budou konflikty a masové utrpení uprchlíků pokračovat. |
| 2015   | With courage let us all combine                                     | S odvahou se spojme                                            | Cílem tohoto ročníku bylo mimo jiné vyjádřit veřejnou podporu odvaze uprchlíků ze strany jednotlivců, vládních úředníků, hostitelských komunit, firem, známých osobností, školáků a široké veřejnosti. |
| 2016   | We stand together with refugees                                     | Stojíme při uprchlících                                        | Cílem petice #WithRefugees je vyslat vzkaz různým vládám, že musí spolupracovat a spravedlivě se podílet na pomoci uprchlíkům a zajistit, aby s nimi bylo zacházeno spravedlivě a aby měli stejné příležitosti k obnově svých životů. |
| 2017   | Embracing Refugees to celebrate our Common Humanity                 | Přijetí uprchlíků na oslavu naší společné lidskosti            | Tento ročník podporuje uprchlíky po celém světě a jeho cílem je ukázat lidem, že je třeba stát při nich v jejich těžké situaci, a vzdát hold odvaze, síle a odhodlání žen, mužů a dětí, kteří jsou nuceni opustit svou vlast kvůli hrozbě pronásledování, konfliktů a násilí, aniž by měli příslib lepšího života. |
| 2018   | Now More Than Ever, We Need to Stand with Refugees                  | Nyní více než kdy jindy se musíme postavit na stranu uprchlíků | Cílem tohoto ročníku je zdůraznit, jak prohlásil vysoký komisař OSN, že je čas uznat lidskost uprchlíků v praxi, je to výzva pro nás a ostatní, abychom se k nim připojili, v cílech přijímat a podporovat uprchlíky v našich školách, sousedství a na pracovištích bez ohledu na to, kde se nacházíme. |
| 2019   | Take A Step on World Refugee Day                                    | Udělejte krok ke Světovému dni uprchlíků                       | Toto téma zdůrazňuje myšlenku a zaměřuje se na to, že všichni musíme udělat malý či velký krok v solidaritě s uprchlíky z celého světa. Tento den poskytuje příležitost ukázat na celém světě, že jsme všichni s uprchlíky na každém kroku. |
| 2020   | Every Actions Counts                                                | Každý čin se počítá                                            | Pandemie covidu-19 spolu s protesty proti rasismu byly důkazem toho, jak zoufale je třeba bojovat za inkluzivnější a rovnější svět, v němž nikdo nezůstane pozadu. Zdůrazňuje, že každý musí hrát svou roli, aby došlo ke změně ve společnosti. Každý může v konečném důsledku něco změnit. Cílem je vytvořit úsilí o vytvoření spravedlivějšího, inkluzivnějšího a rovnějšího světa. |
| 2021   | Together we can achieve anything                                    | Společně zvládneme cokoliv                                     | Tento ročník si klade za cíl pomáhat léčit rozšířením přístupu uprchlíků ke zdravotní péči, sexuálnímu a reprodukčnímu zdraví, výživě a službám v oblasti duševního zdraví. koncepce učit se má umožnit talentovaným jedincům, aby dostali příležitost studovat na univerzitě a stipendium, které jim zajistí možnost využít své znalosti k pomoci ostatním v komunitě. dále koncept shine, kde je koncept sportu využíván k obohacení života lidí, kteří byli nuceni uprchnout ze své domovské země, a jeho cílem je posílit jejich duševní zdraví a pomoci jim získat sebevědomí, navázat nová přátelství a cítit se přijatí ve společnosti, ve které se nyní nacházejí. |
| 2022   | Whoever. Wherever. Whenever. Everyone has the right to seek safety. | Kdokoli. Kdekoli. Kdykoli. Každý má právo hledat bezpečí.      | |

## Světový den uprchlíků v Česku
Světového dne uprchlíků se účastní i neziskové organizace v České republice, například Sdružení pro integraci a migraci. Akce také pořádá pobočka UNHCR v Česku. Na den v roce 2022 upozornila i zmocněnkyně vlády pro lidská práva Klára Šimáčková Laurenčíková. Vymezila se proti rozlišování mezi uprchlíky na základě jejich rasy či jiných znaků a požádala o solidaritu s uprchlíky.